# Патрикеєв Юрій Миколайович
Юрій Миколайович Патрикеєв  (рос. Юрий Николаевич Патрикеев, вірм. Յուրի Պատրիկեև; 28 вересня 1979) — російський і вірменський борець греко-римського стилю, олімпійський медаліст, триразовий призер чемпіонатів світу, чотириразовий чемпіон Європи, переможець кубку світу.	

## Біографія
Юрій Патрикеєв народився у Кірово-Чепецьку Кіровської області. Боротьбою почав займатися у 1986 році. Виступав за збірну Росії. До 2004 року тренувався у Михайла Маміашвілі. У 2004 році, після відходу з великого спорту Олександра Кареліна, в збірній вирішувався спір стосовно «першого номера», який би відстоював честь Росії на Олімпіадах. На роль «першого номера» претендували Юрій Патрикеєв і осетин Хасан Бароєв. Спір було вирішено в контрольній сутичці, в якій Патрікеєва визнали переможеним. Головним тренером російських борців був тоді Дзамболат Тедеєв, що був земляком Бароєва. Існувала думка, що Юрія видавили з команди, щоб звільнити місце для осетинського спортсмена. Після цього Хасан Бароєв поїхав на Олімпійські ігри 2004 року в Афінах, де став олімпійським чемпіоном. У 2005 році Юрій Патрикеєв емігрував до Вірменії і став виступати за її збірну. На літніх Олімпійських іграх 2012 року в Лондоні їм довелося зустрітися в першому ж поєдинку. Перемогу святкував Патрикеєв, вибивши Бароєва з подальших змагань. Але вже в наступному поєдинку Юрій програв іранському борцеві Баширу Бабаджанзаде і теж відправився до глядацького залу спостерігати за ходом турніру. За словами Юрія з Хасаном вони добрі товариші. А збірну Росії він залишив не через нього, а через неефективну систему підготовки спортсменів.

## Виступи на Олімпіадах
| Змагання                    | Збірна   | Вагова категорія | Місце  |
| --------------------------- | -------- | ---------------- | ------ |
| Літні Олімпійські ігри 2008 | Вірменія | 120 кг           | Бронза |
| Літні Олімпійські ігри 2012 | Вірменія | 120 кг           | 8      |

## Виступи на Чемпіонатах світу
| Змагання                        | Збірна   | Вагова категорія | Місце  |
| ------------------------------- | -------- | ---------------- | ------ |
| Чемпіонат світу з боротьби 2001 | Росія    | 130 кг           | 8      |
| Чемпіонат світу з боротьби 2002 | Росія    | 120 кг           | Бронза |
| Чемпіонат світу з боротьби 2007 | Вірменія | 120 кг           | Бронза |
| Чемпіонат світу з боротьби 2009 | Вірменія | 120 кг           | 14     |
| Чемпіонат світу з боротьби 2010 | Вірменія | 120 кг           | Срібло |
| Чемпіонат світу з боротьби 2011 | Вірменія | 120 кг           | 9      |

## Виступи на Чемпіонатах Європи
| Змагання                         | Збірна   | Вагова категорія | Місце  |
| -------------------------------- | -------- | ---------------- | ------ |
| Чемпіонат Європи з боротьби 2002 | Росія    | 120 кг           | Золото |
| Чемпіонат Європи з боротьби 2004 | Росія    | 120 кг           | Золото |
| Чемпіонат Європи з боротьби 2005 | Росія    | 120 кг           | 11     |
| Чемпіонат Європи з боротьби 2007 | Вірменія | 120 кг           | 9      |
| Чемпіонат Європи з боротьби 2008 | Вірменія | 120 кг           | Золото |
| Чемпіонат Європи з боротьби 2009 | Вірменія | 120 кг           | Золото |
| Чемпіонат Європи з боротьби 2011 | Вірменія | 120 кг           | Бронза |
| Чемпіонат Європи з боротьби 2012 | Вірменія | 120 кг           | Бронза |

## Виступи на Кубках світу
| Змагання                    | Збірна   | Вагова категорія | Місце  |
| --------------------------- | -------- | ---------------- | ------ |
| Кубок світу з боротьби 2005 | Росія    | 120 кг           | Срібло |
| Кубок світу з боротьби 2009 | Вірменія | 120 кг           | Срібло |
| Кубок світу з боротьби 2010 | Вірменія | 120 кг           | Золото |

## Виступи на інших змаганнях
| Змагання                                            | Збірна   | Вагова категорія | Місце  |
| --------------------------------------------------- | -------- | ---------------- | ------ |
| Чемпіонат світу з боротьби серед університетів 2000 | Росія    | 130 кг           | Бронза |
| Меморіал Кристьяна Палусалу 2011                    | Вірменія | 120 кг           | Золото |
| Henri Deglane Challenge 2011                        | Вірменія | 120 кг           | Золото |
| Олімпійський кваліфікаційний турнір 2012            | Вірменія | 120 кг           | Золото |